# Уран/Хазімалангваді – Талоджа
Уран/Хазімалангваді – Талоджа – система трубопроводів, яка забезпечує поставки природного газу на потужне підприємство азотної хімії, що знаходиться в районі індійського міста Мумбаї.
У 1983 році почав роботу хімічний завод у Талоджі, де природний газ був необхідний як сировина для виробництва аміаку (а потім і метанолу). Як наслідок, до Талоджі проклали газопровід від комплексу підготовки нафти і газу Уран (введений в дію наприкінці 1970-х в межах розробки найбільшого нафтового родовища країни Бомбей-Хай). Траса трубопроводу переважно проходила в одному коридорі із залізницею та мала довжину 42 км. Станом на середину 2010-х ліцензована пропускна здатність об’єкту становила 0,7 млн м3 на добу.
В 21 столітті видобуток у офшорному басейні Мумбай почав знижуватись, що на тлі зростання попиту викликало дефіцит газу. Як наслідок в 2007-му до Талоджі проклали перемичку завдовжки 8 км та діаметром 450 мм від Хазімалангваді на трасі нового газопроводу Дажедж – Дабхол, що надало доступ до імпортованого зрідженого природного газу, а також до газу походженням з родовищ Бенгальської затоки (втім, запаси останніх виявились сильно переоціненими, і вже за кілька років поставки з цього напрямку фактично припинились). Можливо відзначити, що від цієї ж перемички отримав живлення скляний завод Asahi Glass (для забезпечення його потреби у блакитному паливі достатньо було прокласти відгалуження діаметром всього 100 мм).